# Stoian Kolev
Stoian Kolev (Limba bulgară:Стоян Колев) (n. 3 februarie 1976) este un fotbalist bulgar, care joacă pentru clubul de fotbal PFC Cernomoreț Burgas pe postul de portar. În România a evoluat între anii 2008–2010 pentru Oțelul Galați, jucând 52 de meciuri.
Cele mai importante meciuri jucate la naționala Bulgariei sunt cele din Campionatul European de Fotbal 2004.